# 罗卡诺瓦
罗卡诺瓦（義大利語：Roccanova），是意大利波坦察省的一个市镇。总面积61平方公里，人口1653人，人口密度27.1人/平方公里（2009年）。ISTAT代码为076069。